# Димитър Радовски
Димитър Радовски е български учител в Македония, участник в Българско управление в Македония, Поморавието и Западна Тракия (1941 – 1944)

## Биография
Димитър Радовски е роден в село Радово, Серско през 1913 година в семейството на войводата на ВМРО Тома Радовски и Анна Радовска. Неговите братя Иван Радовски, Христо Радовски и Марко Радовски са членове и четници на ВМРО.
Войводата Тома Радовски завръща през 1941 година в Беломорието при поредното освобождаване на Егейска Македония от българските войски, но се установява в Сяр. С него са синовете му Димитър Радовски – който работи като бирник в българската администрация в община Сяр, и Христо Радовски – собственик на винарска изба и кръчма в града. След 1944 год. Димитър Радовски работи като учител в основно училище „Гоце Делчев“ в село Чучулигово. На младини Димитър другарува с Мирчо Разбойников, който е родом от Чучулигово. 
Димитър Радовски е симпатизирал на ВМРО, но членува единствено в БКП под влиянието на идеите на лявото крило на организацията. Той е избран за партиен секретар на селото. През 1950 г. Димитър в опит да защити своя баща пише писмо до Председателя на Окръжния комитет на БКП – гр.Благоевград. В писмото разкрива неговия принос в революционните борби в Македония. Въпреки писмото Тома Радовски е интерниран. Димитър Радовски е изключен от партията, защото е син на фашист – член на ВМРО.
След Априлския пленум на партията неговото членство е възстановено, но той се отказва от партийния билет.
Димитър Радовски умира през 1982 година в Чучулигово, Петричко.

## Семейство
Димитър Радовски е женен за Велика Ушева-Радовска, дъщеря на Петър Ушев от сярското село Чучулигово. Двамата имат три деца – Дамян, Анка и Петър. Петър Ушев е роден в с. Чучулигово, Сярско и той е бил най-заможния и влиятелен българин в селото. Подпомагал е с пари ВМОРО във водената тежка борба срещу поробителите. Също така е давал пари за градежа на български училища и църкви.